# Fox terrier de pelo liso
O fox terrier de pelo liso[Nota] (em inglês:  Smooth Fox Terrier) é uma raça de cães originária da Inglaterra. De origem antiga e desconhecida, estes cães eram usados por fazendeiros para caçar raposas(de onde herdou o nome "fox"),ratos, e outras pragas, que destruíam suas lavouras. É um dos mais antigos cães terriers. Por anos, os fox terriers de pelo liso e de pelo duro - este último desenvolvido para ser menos "vulnerável" que seu parente - foram considerados como exemplares da mesma raça. Em sua terra natal teve seu primeiro padrão estabelecido em 1876, já separado do outro fox terrier, embora ainda considerados apenas variedades da mesma raça. Em 1885, foram separados definitivamente, quando já chegados aos Estados Unidos.
Fisicamente é um animal forte e ágil, que pode atingir os 8 kg, cuja pelagem varia em três colorações. Dito cheio de energia, brincalhão e impulsivo, tem seu adestramento classificado como difícil e é considerado bom para o campo, onde pode exercitar-se com frequência.